# Marianne Kürzinger
Marianne Kürzinger   (Múnic, 1770 - Múnic, 29 de març de 1809) va ser una pintora alemanya d'història i gènere. Més tard, es va especialitzar en la pintura de representacions al·legòriques d'esdeveniments bavaresos de l'època.

## Biografia

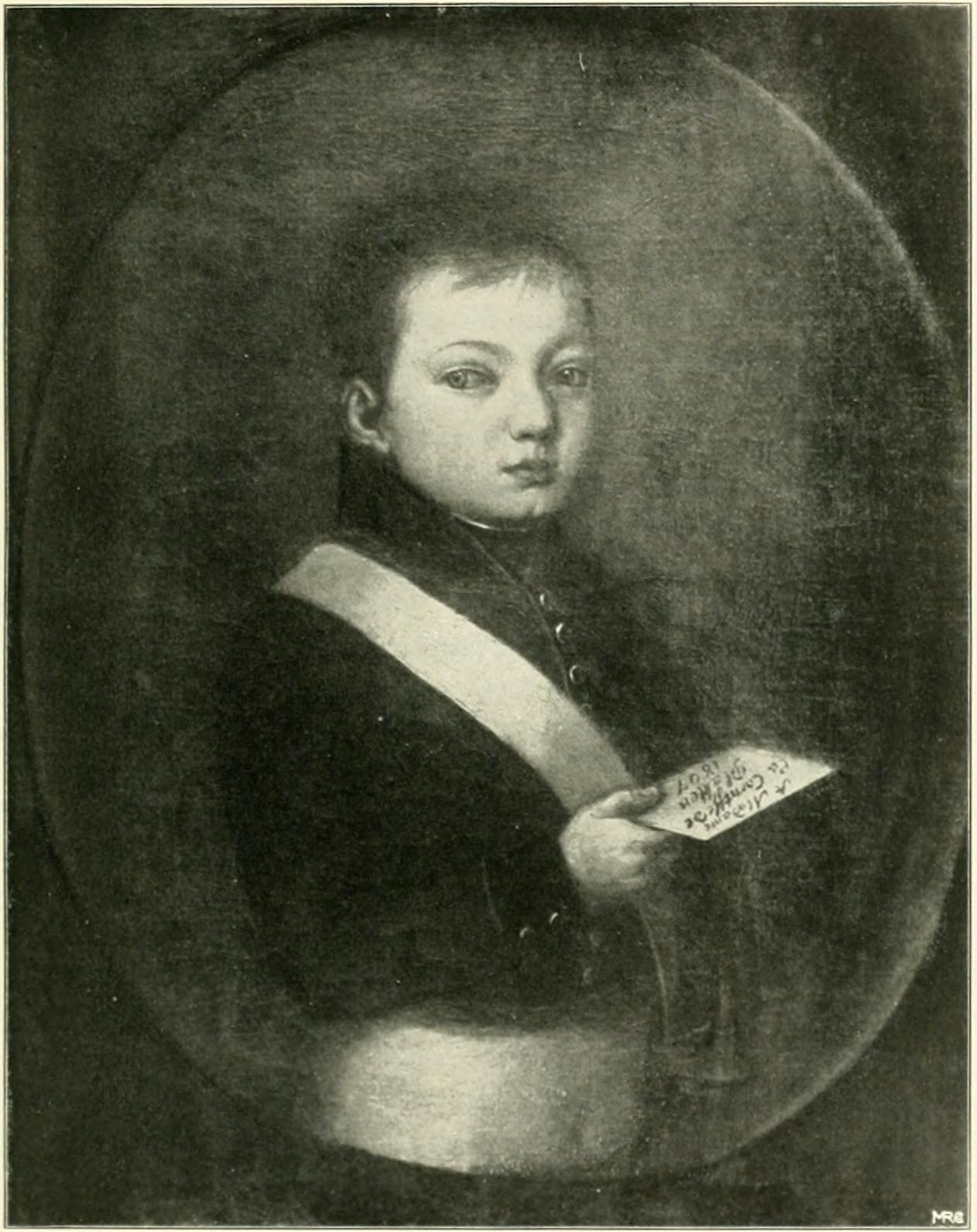
agost von Platen-Hallermünde

Kürzinger era filla i alumne del pintor Franz Kürzinger (1730–1790) que havia estudiat a Roma amb Anton Raphael Mengs i Agostino Masucci. També va ser instruïda per Johann Jakob Dorner el Vell. El 1786, les seves primeres pintures havien estat reconegudes per mostrar un "delicat sentit de l'expressió tan típic del seu gènere". Va exposar a les primeres exposicions d'art de Múnic de Dorner el 1788 i el 1789. Per la seva representació sentimental d'Artemisia a la tomba del seu marit, va ser sobrenomenada la bavaresa Angelica Kauffmann. Kauffman va ser un artista d'origen austríac que es va convertir en un pintor destacat a Gran Bretanya. El 1791, Kürzinger es va casar amb l'actor i cantant tenor Johann Kunz de Múnic que va morir el 1795.

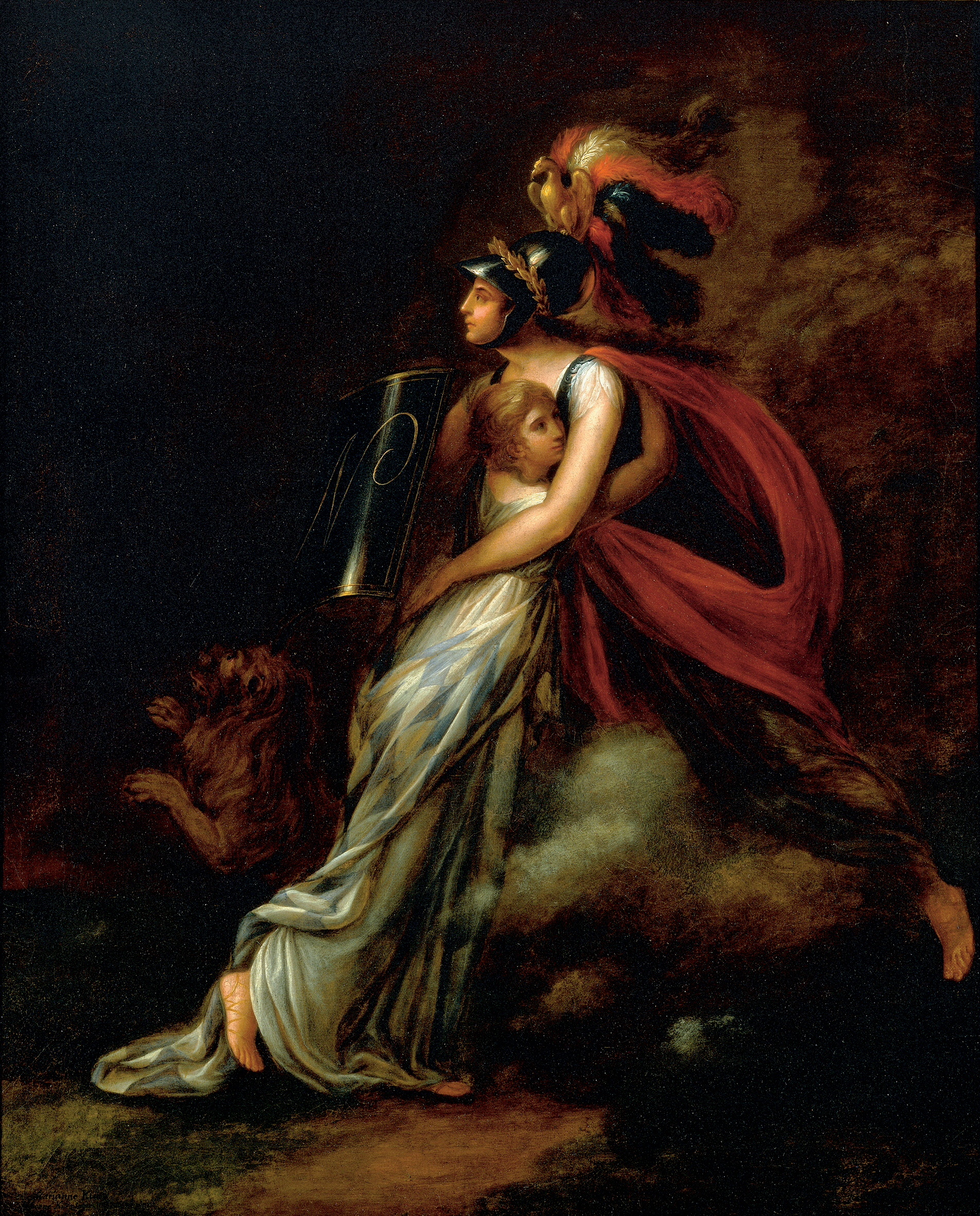
Marianne Kürzinger: Gallia schützt Bavaria, 1805

Va passar la resta de la seva vida com a vídua a Múnic, pintant principalment quadres d'història i retrats. Es va especialitzar en representacions al·legòriques d'esdeveniments de l'època com l’Arribada de Max Joseph a Múnic (1799) o La mort del primer granader francès, La Tour d'Auvergne, a Neuburg am Donau (1800). La seva pintura més coneguda és probablement Gallia schützt Bavaria (Gallia protegeix Bavaria, 1805), una representació al·legòrica de la situació política a Baviera. La petita Baviera amb una túnica blanca i blava s'enfonsa contra el pit de la Gallia armada més gran que porta la inicial de Napoleó a l'escut i l'àguila imperial i plomes tricolors al casc.
Marianne Kürzinger va morir el 29 de març de 1809 a Múnic. Les seves millors pintures són:
- Una noia circasiana portada davant el sultà
- Noia circasiana vestida per una dona
- Mort del primer granader francès, La Tour d'Auvergne
- Crist a la muntanya de les Oliveres